# Natagora
Natagora est une association de protection de l'environnement active en Wallonie et à Bruxelles, fondée en 2003 à la suite de la fusion des associations AVES et Réserves Naturelles RNOB. Elle est avec son équivalent néerlandophone Natuurpunt partenaire belge de Birdlife International.
Natagora se donne pour objectif le redéploiement de la biodiversité en travaillant sur quatre axes : l'étude de la biodiversité, la conservation de la nature, l'implication du public et l'éducation.

## Historique
Créée en tant qu'association sans but lucratif dès 1987 avec pour objectif « enrayer la dégradation de la biodiversité et reconstituer un bon état général de la nature, en équilibre avec les activités humaines »[source insuffisante], Natagora a pris son essor le 21 juin 2003 lors de la fusion avec deux associations :
- la société d'études ornithologiques « AVES »
- l'association « Les Réserves Naturelles et Ornithologiques de Belgique » (RNOB)[4].

## Activités
L'activité de protection de Natagora inclut des programmes de suivi d'espèces, de restauration de milieux rares, plus de 5.500 hectares de réserves naturelles, la « Charte Réseau Nature » signée par des particuliers désireux de rendre leurs terrains favorables à la biodiversité, du lobbying...[réf. nécessaire]

### Étude de la biodiversité
Chaque année Natagora organise divers recensements d'espèces animales. Ce type d'action permet d'estimer l'évolution des populations animales.
En 2020, l'association compte près de 9 687 jardins participants pour sa campagne annuelle de recensement des oiseaux.
En 2021, l'opération de recensement des papillons nommée « Devine qui papillonne au jardin » met en avant un déclin général de toutes les espèces de papillons en Wallonie et à Bruxelles.
Outre ces recensements ponctuels, l'association est le partenaire belge francophone du portail « observations.be » permettant d'encoder de manière continue l'ensemble des observations animales et végétales. En plus des données numériques, cette plateforme permet d'intégrer davantage de détails et des photographies.

### Conservation de la nature
Natagora gère 5 600 hectares de réserves naturelles sur plus de 200 sites en Wallonie et à Bruxelles, certaines en pleine propriété, sur le territoire de différentes communes wallonnes parmi lesquelles
- en Région de Bruxelles-Capitale : la roselière de Neerpede[9] ;
- en Province du Brabant wallon : la prairie du Carpu et le domaine de Nysdam[10] ;
- en Province de Hainaut : les Marais d'Harchies[11], les Prés de Grand Rieu et les Marionville[12], le Lac de Virelles, les Tiènes de Dailly[13] ;
- en Province de Namur : Sclaigneaux[14], Devant-Bouvignes[15], le Baquet[16], le Coupu Tienne[17] ;
- en Province de Liège : la Montagne Saint-Pierre, les décanteurs de Hollogne-sur-Geer, l'Île aux Corsaires, la vallée de la Holzwarche ;
- en Province de Luxembourg : les réserves naturelles des vallées de la Hulle et de Houille, les réserves naturelles de la vallée de la Haute-Sûre, les marais de Fouches, Vance et Chantemelle.

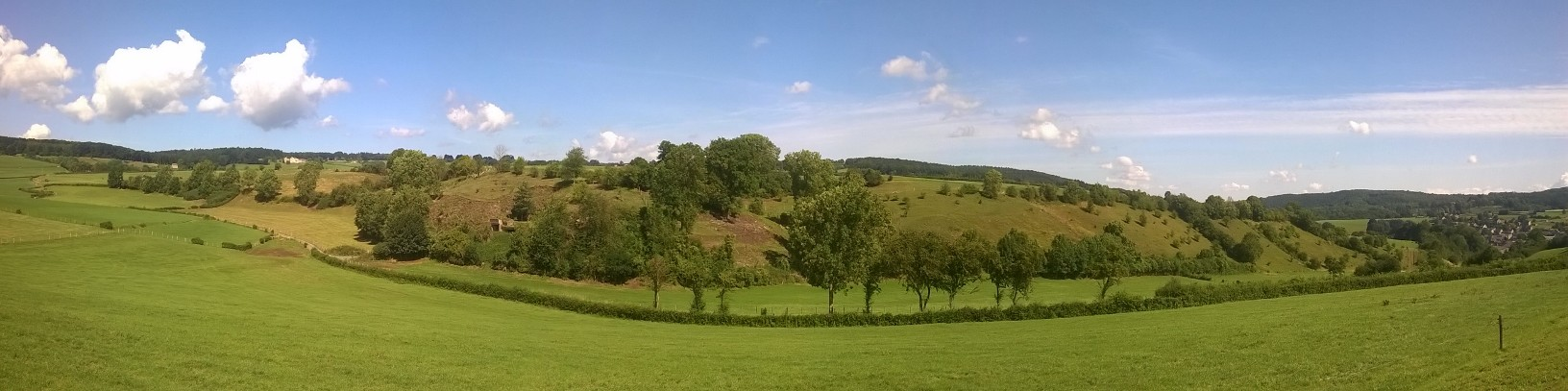
Les pelouses calcaires de Mont (Theux), gérées par Natagora, hébergent des espèces botaniques rares comme l'Homme-pendu ou le Bugle de Genève.

### Remise d'avis sur différents projets
Régulièrement Natagora remet des avis concernant divers projets urbanistiques pouvant avoir un impact sur la biodiversité. C'est par exemple le cas pour le projet éolien « Renlies 2 » pour lequel l'association a déposé un avis défavorable auprès des autorités compétentes.

### Bourse aux plantes sauvages
Chaque année l'association organise une bourse aux plantes sauvages à Bruxelles durant laquelle il est possible d'acheter diverses plantes ou graines mais également de venir en échanger. En 2021 celle-ci a lieu à Ixelles et d'autres activités sont également organisées comme des concerts, des formations, etc.

## Liens avec d'autres associations
Natagora est, pour la Belgique francophone et germanophone, le partenaire de BirdLife International, alliance mondiale d'organisations de protection des oiseaux et de la nature, à l'instar de Natuurpunt pour la Belgique néerlandophone. Natagora est également membre d'Inter Environnement Wallonie et d'Inter-Environnement Bruxelles.

## Publications
- depuis 1964 : Aves (ISSN 0005-1993). Trimestrielle.
- depuis 1998 : L'Écho des Rhinos. Feuille de contact des volontaires du pôle Plecotus.
- depuis 2007 : L'Écho des Rainettes. Feuille de contact des volontaires du pôle Raînne.
- 2007 : Amphibiens et Reptiles de Wallonie. Aves-Raînne et CRNFB  (ISBN 2-87401-205-X)[21].
- 2007 : Oiseaux nicheurs de Bruxelles 2000-2004 : répartition, effectifs, évolution. Aves (ISBN 978-2-9600748-0-2).
- 2011 : Atlas des oiseaux nicheurs de Wallonie : 2001-2007. Aves et DEMNA (ISBN 978-2-8056-0027-2)[22].